# Streith Miklós

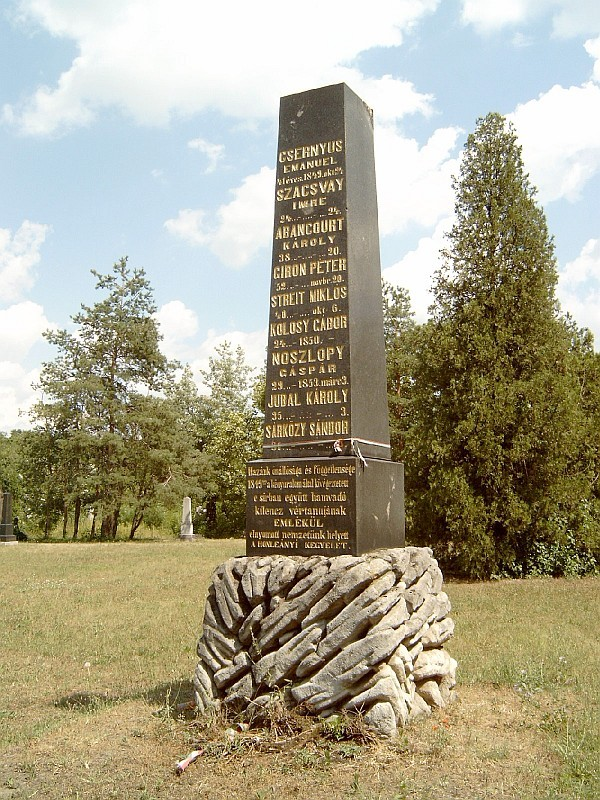
Streith Miklós neve a Kerepesi temetőben emelt síremléken

Streith Miklós (Ópálos, 1800 k. – Pest, 1849. szeptember 5.) vértesboglári plébános, az 1848–49-es forradalom és szabadságharc egyik vértanúja.

## Élete
Német nemzetiségi családba született. Középiskoláit Pesten, teológiai tanulmányait pedig a székesfehérvári szemináriumban végezte. Katolikus pappá szentelését követően Acsára került káplánnak. 1831-ben nevezték ki Boglár plébánosának, mely tisztséget haláláig töltötte be. A híveiért élt: szívügyének tekintette a szegények gondozását, ápolását. Az 1849-es kolerajárvány idején a fertőzés veszélyével nem törődve látogatta a betegeket, nyújtott számukra testi és lelki vigaszt, küldött orvosságot, élelmet a rászorulóknak. Jártasként az orvoslás tudományában, több órás dörzsöléssel ő mentette meg annak a kisbírónak az életét is, aki később feljelentette.
1849. április 14-én a kormánybiztos és a püspöki helynök utasításának megfelelően káplánjával, König Mórral hirdettette ki a függetlenségi nyilatkozatot, ő maga csupán a nép felfegyverzésének parancsát magyarázta el híveinek: ne a kaszájukat egyenesítsék ki, mint ahogyan az a proklamációban szerepel, hanem inkább „a vasvillákba illesszenek hosszú nyelet”. A népfelkelés szervezésére és az újoncozásra a községet, a közeli Gánt, (Vértes)Kozma és Szár falvakkal ugyancsak a megyei forradalmi bizottmányba beválasztott König parancsnoksága alá helyezték.
Augusztus 16-án a Bicskére érkező osztrák dandár parancsnokánál a község császárhű jegyzője és bírója feljelentette a két papot, másnap letartóztatták Königet. Amikor káplánját egy osztrák tábornok „Kossuth-kutyának” nevezte, Streith ezt kikérte magának, amiért őt is letartóztatták és a hálátlan hívek örömujjongása közepette mindkettőjüket gyalog Székesfehérvárra vitték, ahol 19-én rögtönítélő bíróság elé állították. Ítélet azonban nem született, és a foglyokat továbbvitték a pesti Újépületbe haditörvényszékre. Mindez formaság volt, hiszen Haynau, amikor a papokat beszállították, közölte: „Diese Pfaffen sollen hängen!” Október 4-én a proklamáció kihirdetése, hazaáruló beszéd és fegyverhasználatra oktatás vádjával mindkettőjüket kötél általi halálra ítélték, amit Streith Miklós esetében kegyelemből golyó általi halálra, König esetében pedig vagyonelkobzásra és 15 évi várfogságra módosítottak. Streith tagadta a lázítást, de csak annyit tudott felhozni mentségére, hogy horvát katonát is ellátott a harcok során. A plébános nem tört meg az ítélet súlya alatt, csupán három nap haladékot kért, hogy temploma vagyonáról és a plébániai ügyeiről rendelkezhessen. Haynau mindössze hat órát adott neki. Czigler Ignác lekéri apát, tábori pap a siralomházban közölte Streithtel, hogy püspök és ordinárius híján mint az egyházi hatalom gyakorlására jogosult személy, ő mondja ki a plébános egyházi felfüggesztését, ezért a kivégzésnél nem viselheti reverendáját. 1849. szeptember 5-én 11 órakor végrehajtották az ítéletet. Az első sortüzet túlélte, így közvetlen közelről lőtték fejbe. A kivégzettet a régi ferencvárosi temető árkába kaparták el.
Az ártatlanul kivégzett plébános esete nagy felháborodást keltett, híre gyorsan terjedt. Egy hónappal halála után például Gonzeczky János mezőhegyesi plébános, akit forradalmi imáiért, a proklamációk felolvasásáért és a népfölkelés megszervezéséért ítéltek halálra, egy szemtanú szerint a következő szavakkal búcsúzott: „Isten veletek bajtársak! Néhány perc múlva együtt leszek Streithtel.”
Özvegy Damjanich Jánosné kezdeményezésére 1868-ban exhumálták, és a Kerepesi temetőbe szállították további nyolc társával együtt. Földi maradványaik fölé 1870. november 1-jén síremléket állítottak.

## Emlékezete
- 1870. november 1-jén emlékoszlopot avattak a „kilenceknek” a Kerepesi temetőben, amelyre ötödikként került fel a neve; azonban vezetéknevét hibásan vésték fel, a kivégzés dátumaként pedig október 6-át írtak.
- Az 1854-ben szabadult König Mór naplójegyzeteket hagyott hátra, melyekből a székesfehérvári Szabadság 1888. évi 98. száma Egy fejérmegyei plébános (Streith Miklós) vértanusága 1849. szept. 5. címmel közölt tárcacikket.
- Kaposváron 1946-ban utcát neveztek el róla. (Mivel somogyi kötődése nem ismert, feltételezhető, hogy az utcanévadás tévedésből történt: a javaslattevő, aki csak „boglári” plébánosnak nevezte Streithet, valószínűleg azt hitte, hogy a somogyi településről, Balatonboglárról van szó.[10])
- Vértesbogláron évente tartanak „Streith Miklós Emléknapot”.